# Werner Pfeil (Leichtathlet)

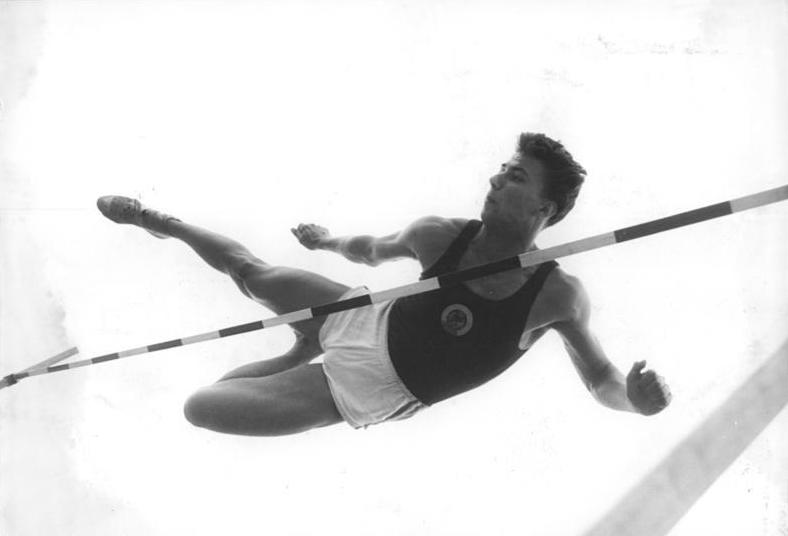
Werner Pfeil 1958

Werner Pfeil (* 19. Dezember 1937 in Jüterbog; † 10. Juli 2019 in Cottbus) war ein deutscher Leichtathlet aus der Deutschen Demokratischen Republik (DDR), der 1962 im Hochsprung Siebter bei den Europameisterschaften wurde.
Pfeil war 1956 und 1957 jeweils hinter Günter Lein Zweiter bei den DDR-Meisterschaften geworden. 1958 übertraf er mit 2,05 m den gesamtdeutschen Rekord von Lein und wurde auch DDR-Meister vor Lein. Pfeil konnte sich für die gesamtdeutsche Mannschaft bei den Europameisterschaften 1958 in Stockholm qualifizieren, dort belegte er mit 1,99 m den neunten Platz. 1959 verbesserte er seinen eigenen Rekord auf 2,08 m und gewann bei den DDR-Meisterschaften seinen zweiten Titel. Nach seinem dritten Meistertitel qualifizierte sich Pfeil auch für die Olympischen Spiele 1960, konnte in Rom aber aufgrund einer Verletzung nicht springen.
1961 und 1963 platzierte sich Pfeil nicht bei den DDR-Meisterschaften, 1962 belegte er den zweiten Platz hinter Gerd Dührkop. Bei den Europameisterschaften 1962 in Belgrad sprang Dührkop auf Platz sechs, Pfeil wurde mit 2,03 m Siebter. 1964 gewann Pfeil nach vier Jahren wieder den Meistertitel, für die Olympischen Spiele konnte er sich allerdings nicht qualifizieren. 1966 gewann Pfeil zwei DDR-Meistertitel, in der Halle und im Freien. Am 3. Juli sprang er in Cottbus 2,14 m; damit verbesserte er Dührkops DDR-Rekord und stellte den gesamtdeutschen Rekord von Wolfgang Schillkowski ein. Bei den Europameisterschaften 1966 in Budapest schied er dann aber überraschend mit 2,00 m in der Qualifikation aus. 1967 gewann Pfeil erneut bei den Hallenmeisterschaften, bei den Europäischen Hallenspielen überquerte er 2,08 m und belegte den achten Platz. Bei den DDR-Meisterschaften 1967 unterlag Pfeil mit 2,12 m dem Berliner Rudi Köppen, Ende September verbesserte er den DDR Rekord auf 2,15 m. 1968 wurde Pfeil erneut Meisterschaftszweiter hinter Köppen. Im August 1968 gelang ihm mit 2,16 m der höchste Sprung seiner Karriere und die Einstellung des DDR-Rekordes, den inzwischen Joachim Kirst aufgestellt hatte. 
Pfeil trat im Lauf seiner langen Karriere für ungewöhnlich viele Vereine an. 1956 startete er für den ZSK Vorwärts Berlin, ein Jahr später hieß der Verein ASK Berlin. Von 1958 bis 1960 gehörte er dem SC Wismut Karl-Marx-Stadt an, 1962 startete er für den SC Aktivist Brieske-Senftenberg. Ab 1964 war Pfeil dann beim SC Cottbus. Pfeil hatte bei einer Körpergröße von 1,88 m ein Wettkampfgewicht von 77 kg. Von Beruf war Pfeil Bergbau-Ingenieur.